# 親日派のための弁明
『親日派のための弁明』（しんにちはのためのべんめい、朝: 친일파를 위한 변명、英: Excuse for pro-japanese）は、大韓民国の作家・評論家の金完燮の書籍。
原著の初版は2002年2月20日に出版された。韓国では、2002年3月29日に、歴史的事実の歪曲などを理由に青少年有害図書に指定された。原著初版の日本語訳は草思社から2002年7月に出版された。日本では40万部のベストセラーとなった。

## 概略
日本による朝鮮統治について、李氏朝鮮末期の旧体制を清算し、朝鮮の近代化に貢献したものとして肯定的に評価し、韓国の反日教育は誤った歴史認識を押しつけるものであると批判した。
韓国では、日帝時代を美化して、日帝の侵略の罪を否定したという点が批判の対象になった。一方、表現の自由や思想の自由への弾圧という反論も提起された。

## 書誌情報

### 原著初版
- 김완섭 (2002-02-20). 친일파를 위한 변명. 춘추사

### 原著新版
- 김완섭 (2003-06-10). 새 친일파를 위한 변명. 춘추사. ISBN 89-952802-2-0

### 日本語訳
- 金完燮『親日派のための弁明』荒木和博・荒木信子 訳、草思社、2002年7月。ISBN 4-7942-1152-X。
  - 金完燮『親日派のための弁明』荒木和博・荒木信子 監修・訳、星野知美 訳、扶桑社〈扶桑社文庫 0429〉、2004年11月30日。ISBN 4-594-04833-1。
- 金完燮『親日派のための弁明　英雄の虚像、日帝の実像』 2巻、星野知美 訳、扶桑社、2004年11月30日。ISBN 4-594-04845-5。
  - 金完燮『親日派のための弁明　英雄の虚像、日帝の実像』 2巻、星野知美 訳、井沢元彦 解説、扶桑社〈扶桑社文庫 0465〉、2006年9月30日。ISBN 4-594-05225-8。

## 関連文献
- 荒木和博「巻頭インタビュー 『親日派のための弁明』に見る「反日」を超える道――荒木和博（拓殖大学海外事情研究所助教授）」『明日への選択』、日本政策研究センター、2002年8月、4-9頁。
- 金完燮、荒木信子 訳、荒木和博「韓国 親日派のための弁明 拘束・テロの恐怖に耐えながら――「私は親日です」と書いただけで出国停止、本はエロ本扱い、死刑適用も可とは〔含 解説〕」『諸君!』第34巻第10号、文藝春秋、2002年9月、36-47頁、ISSN 0917-3005。
- 金完變「韓国発・緊急インタビュー やっぱり彼の国は変わらない『親日派のための弁明』はナチス擁護と同じだって!?」『正論』、産経新聞社、2002年9月、46-55頁。
- 「BOOK REVIEW 「親日派のための弁明」金完燮」『Jiji top confidential』第10997号、時事通信社、2002年10月1日。
- 井尻千男「BOOK STREET ベストセラー最前線 金完燮『親日派のための弁明』――歴史認識をめぐる知的台風」『Voice』、PHP研究所、2002年10月、214-216頁、ISSN 0387-3552。
- 「「馬鹿たちの行進」は誰がしているのか――『親日派のための弁明』に喝采おくる「新しい歴史教科書をつくる会」の愚」『アプロ21』第6巻(9号) (通号 63)、アプロツーワン、2002年10月、2-15頁。
- 金完燮、佐藤正忠「KEIZAIKAI REPORT&INTERVIEW 『親日派のための弁明』で話題沸騰 金完燮氏に単独インタビュー 日本は再軍備をして独自の道を歩め!」『経済界』第37巻(24号) (通号 741)、経済界、2002年12月24日、132-135頁。